# Depilazione

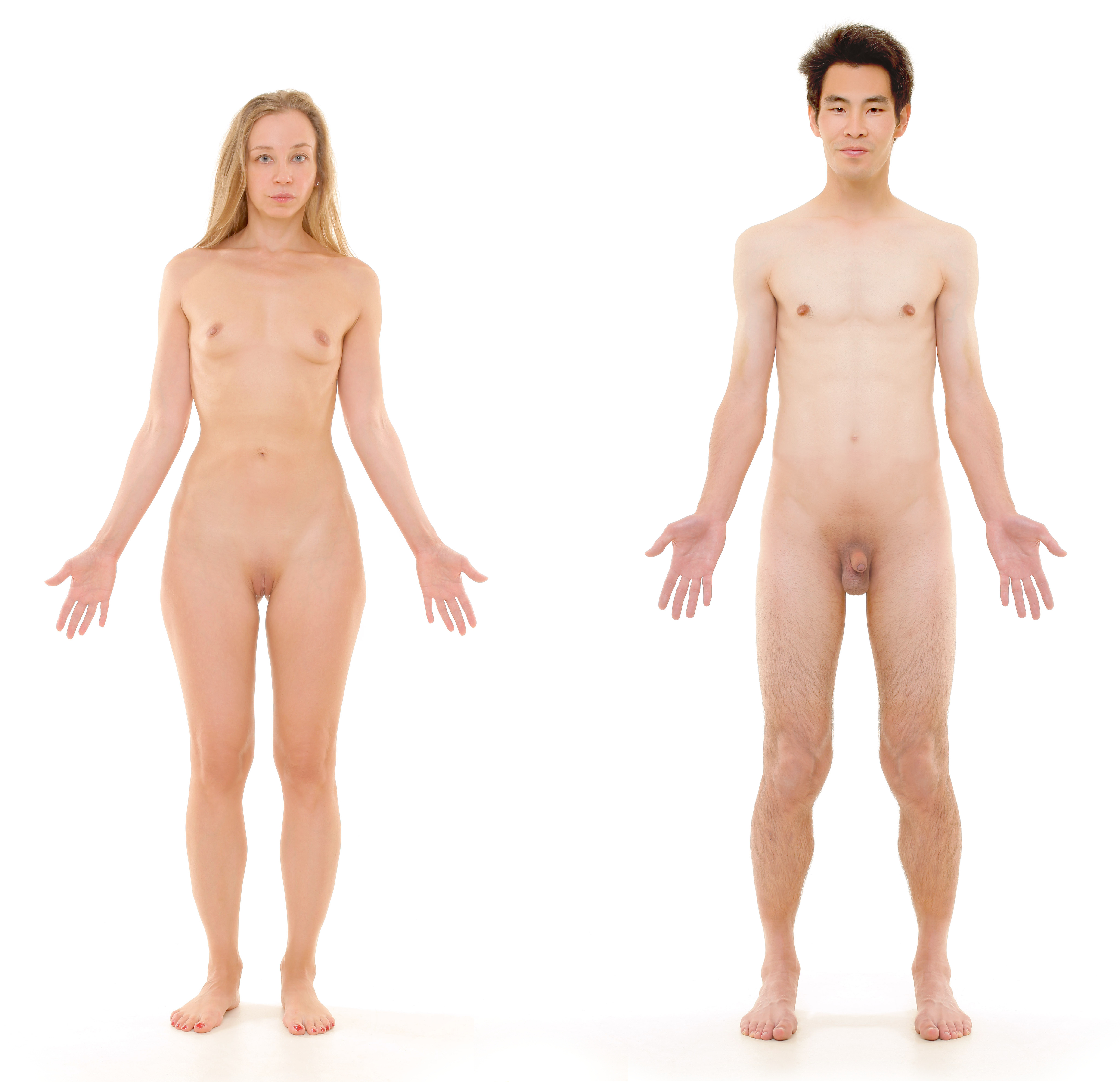
Corpi femminile e maschile depilati

La depilazione è la pratica estetica di rimozione dei peli presenti sul corpo umano. Tale procedimento comprende tutte le tecniche con cui è possibile effettuare l'eliminazione dei peli: può limitarsi al solo fusto del pelo, come avviene ad esempio con creme depilatorie chimiche o tramite l'utilizzo del rasoio (rasatura); oppure coinvolgere anche la radice, estraendo meccanicamente il pelo fino al bulbo con svariate tecniche, che possono comprendere l'uso di pinzette, di cerette o di epilatori elettrici (epilazione), o ancora distruggendone il follicolo con mezzi fisici (diatermocoagulazione, fotoepilazione, ecc.), inibendo così la ricrescita del pelo.
In ambito medico, soprattutto come pratica preoperatoria, la depilazione viene chiamata tricotomia, mentre in ambito religioso, la rasatura dei capelli viene detta tonsura.
Possono essere oggetto di depilazione tutte le parti del corpo umano ricoperte di peli: oltre al viso e ai capelli, la zona toracica, le gambe, le braccia e le ascelle. Sempre più frequente è inoltre l'uso di depilare, parzialmente o integralmente, anche la zona del pube, sia nell'uomo sia nella donna (depilazione inguinale).

## Storia
La depilazione è una pratica antichissima, in uso presso molti popoli e culture nell'arco di tutta la storia dell'umanità, in varie forme ed estensioni, utilizzando differenti metodi di rimozione del pelo. I rinvenimenti archeologici provano, infatti, che tale pratica fosse in uso fin dalla preistoria: una teoria sostiene che venisse attuata con l'uso di conchiglie o denti di belve affilati, per prevenirne il congelamento, causa di dolorosi geloni, durante l'inverno.

### Culture tribali

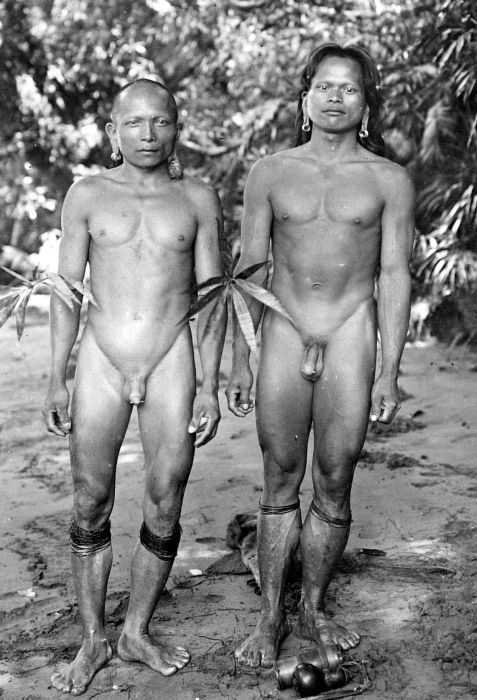
Daiaki completamente depilati e con il caratteristico piercing al pene denominato ampallang

I Daiaki del Borneo, usano prestare particolare cura al corpo e dedicano molto tempo alla depilazione totale, compresa l'area pubica, su cui praticano inoltre vari tipi di piercing genitali.

### Antico Egitto
Nell'antico Egitto la depilazione era in uso sia presso le donne che gli uomini, oltre a rasarsi i capelli, si depilavano tutto il corpo, sopracciglia comprese, mentre i sacerdoti lo facevano in segno di rispetto verso le divinità. La pratica era d'uso abituale tra gli antichi egizi a causa dei parassiti dai quali cercavano in questo modo di proteggersi, finendo per diventare un'arte che associava igiene, estetica e religione. Per depilarsi gli antichi egizi utilizzavano un rudimentale rasoio di rame, che è stato ritrovato spesso nelle loro tombe, oppure delle creme depilatorie a base di arsenico. Più tardi utilizzavano un impasto a base di olio e miele o con composti a base di resina, simile a quella odierna composta con lo zucchero e conosciuta come ceretta araba.

### Mondo greco-romano
Nel mondo greco i peli del corpo erano particolare oggetto di disprezzo e molto sgraditi, tanto sugli uomini, quanto più sulle donne, ma mancano dati certi in merito alla classe di appartenenza di tale usanza, se fosse cioè di uso comune o riservata alle classi agiate. I metodi di depilazione utilizzati dagli antichi greci contemplavano l'uso di pinzette simili a nacchere, costruite con gusci di conchiglie, oppure la bruciatura dei peli con una candela, o ancora gusci di noce arroventati- Le donne greche di età classica erano solite depilarsi il pube bruciando i peli con la lucerna o lychnos: ciò è testimoniato anche da raffigurazioni su ceramiche, quali ad esempio una coppa, conservata al The University of Mississippi Museum. Altra tecnica utilizzata era quella di farsi strappare parte dei peli, lasciando così dei "disegni" alla moda. Tale pratica raramente veniva effettuata anche dagli uomini.
Corpi maschili depilati erano diffusi non solo Grecia ma anche a Roma. La depilazione era inoltre simbolo di ricchezza: le donne non depilate appartenevano ai ceti bassi della popolazione. Ovidio nella sua Ars amatoria, si dilunga in consigli sulla rimozione dei peli superflui: "Nelle ascelle l’aspro odore del capro non alligni e non siano le gambe irte di duri peli".

### Africa
Presso gli abissini, viene riportato l'uso di depilare il corpo.

### Mondo islamico

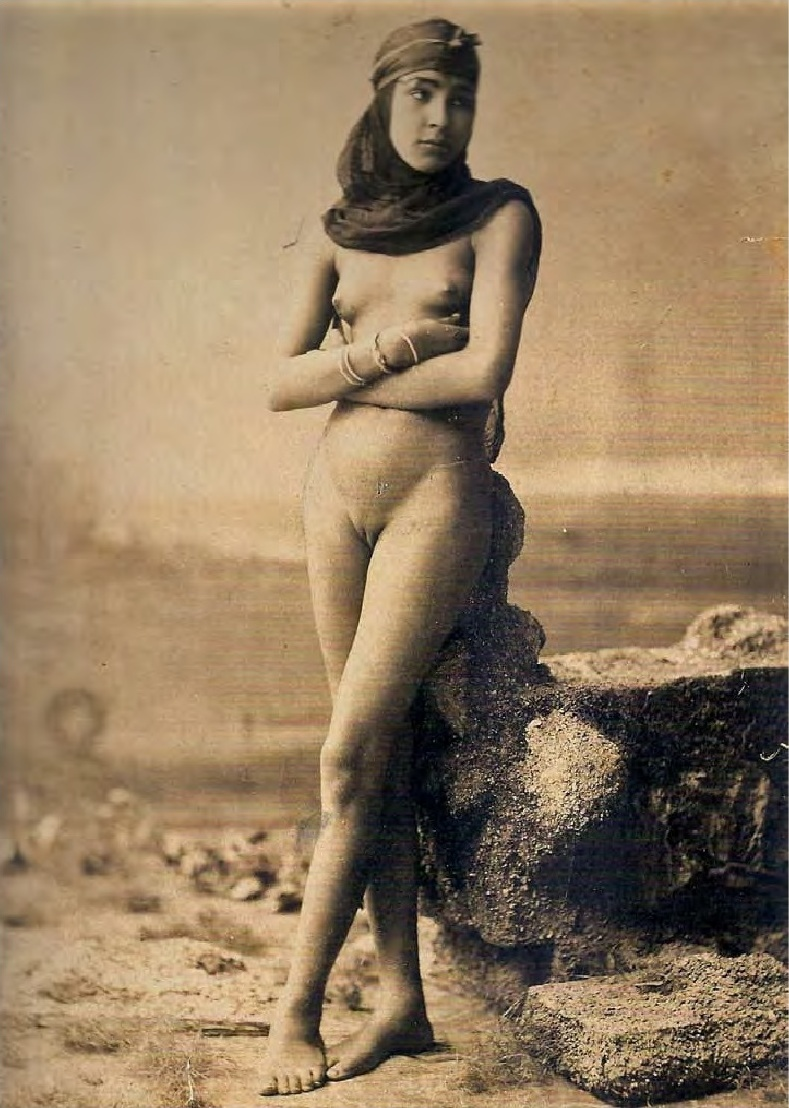
Ragazza nordafricana completamente depilata (1880)

Ugualmente la pratica depilatoria è stata regolarmente adottata fra le varie popolazioni di cultura islamica. Fin dall'antichità classica negli hammām la pasta depilatoria più largamente diffusa è stata a lungo la cosiddetta nūra, oggi sostituita da un impasto lavorato a caldo di succo di limone, zucchero e acqua.
In particolare la rimozione dei peli delle ascelle, con delle pinzette o tramite rasatura, e dei peli del pube, tramite rasatura, è una pratica prevista dalla Sunna e approvata dalla Fitra, un compendio di norme igieniche e cosmetiche raccomandate da Allah al Profeta Maometto. I peli pubici sono infatti considerati "sporchi" e le donne musulmane devono depilarsi completamente il pube per poter essere gradite al proprio sposo. Le ragazze musulmane del Vicino Oriente vengono depilate dalla propria stessa madre non appena compaiono i primi peli pubici e vengono mantenute così completamente depilate per tutta la loro vita. Non viene data particolare importanza agli altri peli del corpo, sono in particolare i peli pubici a rappresentare un segno di "sporcizia" presso questa cultura. Questa tradizione vale anche per le donne arabe, che si depilano completamente prima del matrimonio, ma è anche vero che le donne arabe si depilino sempre completamente, inguine compreso, sempre, non solo in occasione del matrimonio. Anche gli uomini sono soliti depilarsi ascelle e pube, lasciando però gli altri peli del corpo.

### Estremo Oriente
In Giappone la depilazione intima non è una moda molto diffusa: è abbastanza comune, soprattutto tra le donne, lasciare i peli pubici "al naturale". Secondo un sondaggio di News Post Seven del 2014, infatti, il 56.2% delle donne giapponesi non fa assolutamente nella propria area genitale per rimuovere i peli, mentre un 26% rimuove soltanto i peli che fuori escono dalla "zona bikini", il 23,6% li accorcia, mentre solo il 7% li rimuove completamente e il 5,5% rimuove anche i peli dell'area anale.
Così è anche in Cina, dove i peli del pube non vengono rimossi, ma lasciati integralmente.
In India è invece al contrario tradizione secolare quella di depilare tutto il corpo e le donne indiane utilizzano varie tecniche per ottenere un corpo glabro.

### Mondo Occidentale

#### Medioevo ed Età Moderna
Durante il Medioevo la depilazione ha continuato a rivestire uno status sociale, marcando il confine tra donne aristocratiche e popolane. Questo nonostante la Chiesa vieti l'uso della depilazione e stabilisca che le donne debbano lasciare crescere i peli ma non mostrarli. È durante questo periodo che si fa strada la convinzione che i peli delle ascelle richiamino quelli del pube e siano perciò da considerare anch'essi osceni. Nonostante i divieti imposti dalla religione, le donne continuano tuttavia a praticare alcune forme di depilazione, quali delle sopracciglia e dei peli del viso. Tuttavia successivamente sembra cambiare fronte, se il critico d'arte John Berger, nel suo saggio Modi di vedere, sostiene che la Chiesa avrebbe imposto rappresentazioni di donne depilate perché il pelo sarebbe stato considerato un richiamo sessuale. Della depilazione ne tratta infatti il chirurgo francese Henri de Mondeville, medico di corte di Filippo "Il Bello" vissuto tra '200 e '300, in un volume dedicato alla cosmesi della sua grande opera sulla chirurgia Chirurgie de maître Henri de Mondeville, chirurgien de Philippe le Bel, roi de France, composée de 1306 à 1320. Per la rimozione dei peli superflui, il chirurgo di corte prescrive trattamenti a base di peperoncino e calce viva.

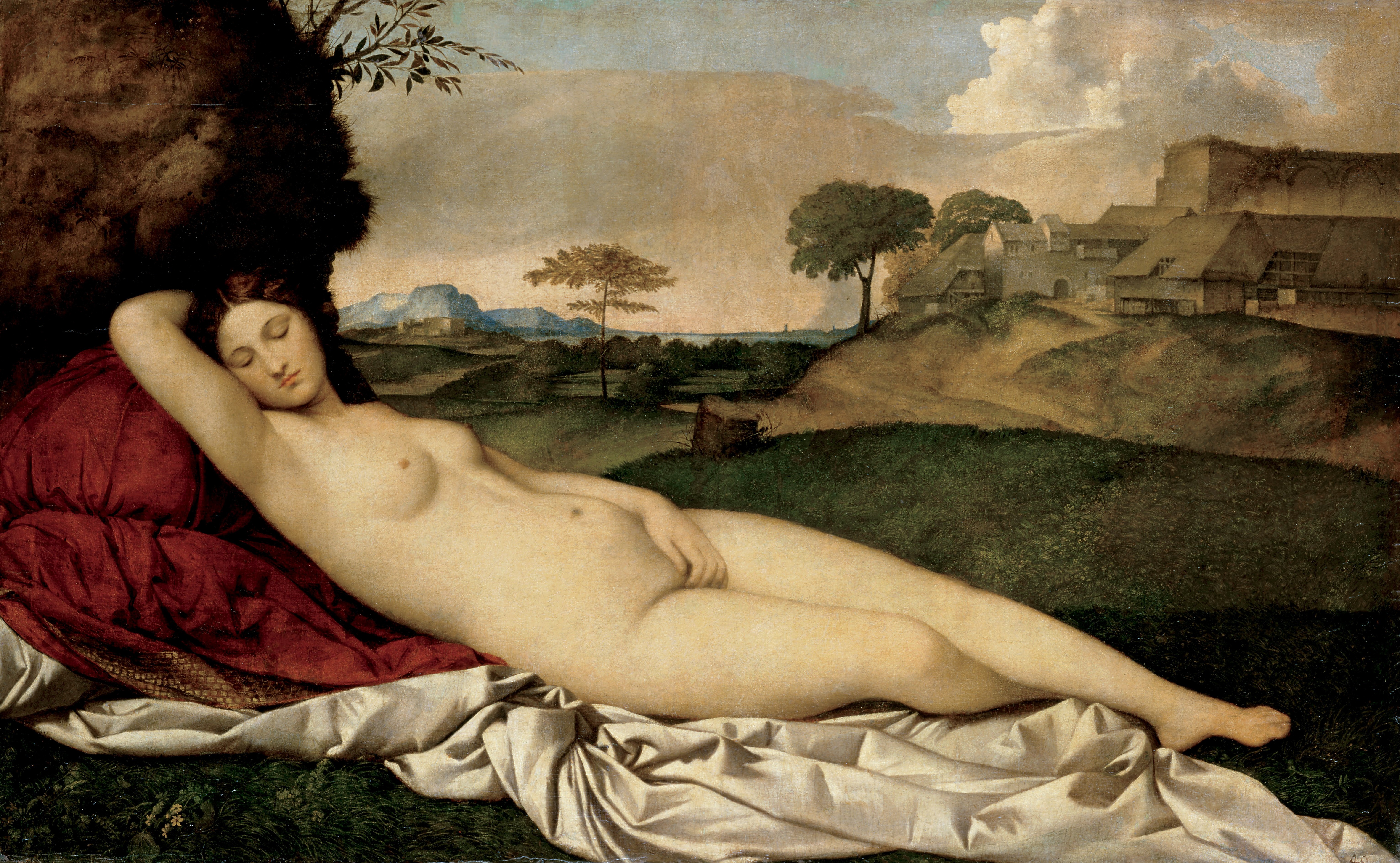
La Venere dormiente di Giorgione (1507-1510)

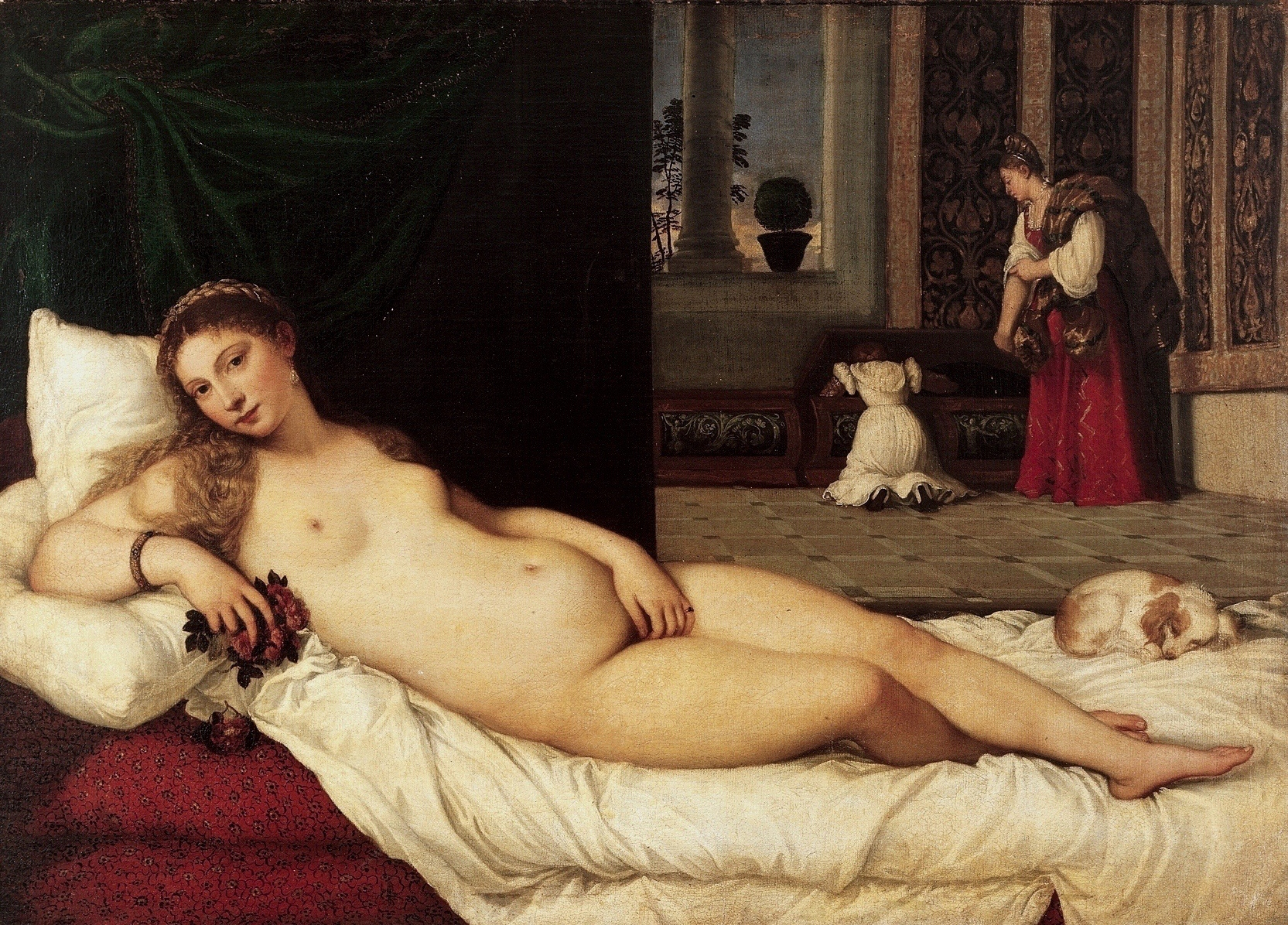
La Venere di Urbino di Tiziano (1537)

Le donne accusate di stregoneria venivano sottoposte dalla Santa Inquisizione alla depilazione di tutto il corpo prima della tortura con la quale estorcene la confessione. Ciò aveva lo scopo, secondo gli inquisitori, di "tutela contro presumibili sortilegi" e di ricercare il "marchio del Diavolo", ovunque esso potesse nascondersi; di "individuare l'eventuale occultamento di strumenti sacrilegi nei più intimi forami del corpo"; così come di rimuovere ogni possibile unguento che potesse proteggere l'interrogato dalla tortura. Viene riferito ad esempio come, nel 1485, l'inquisitore Cumano abbia mandato al rogo alcune streghe dopo averle fatte depilare completamente.
Nelle corti reali europee le donne si depilavano costantemente con un miscuglio di calce e trisolfuro di arsenico. Durante il XIV secolo si diffonde la moda della fronte alta, considerata un segno di nobiltà, il che spinge le donne a strappare la prima fila di capelli per far arretrare l'attaccatura. Durante il XVI secolo, in Inghilterra, la regina Elisabetta I, impone di curare la peluria del viso, comprese sopracciglia e barbe, poiché la mancanza di tali attenzioni viene considerata un segno di inciviltà, e ciò vale tanto per gli uomini quanto per le donne. Non vengono menzionati gli altri peli superflui del corpo, poiché costantemente coperti.
Nel 1771 il barbiere e chirurgo Jean-Jacques Perret, adattando il bisturi, inventa il rasoio a mano libera, che permette di radere con maggiore facilità la barba e, in alcuni casi, i capelli. A tale proposito, inoltre, nel 1770 Perret pubblica il libro La pogonotomia, ovvero l'arte d'imparare a radersi da sé (la Pogonotomie ou l’art d’apprendre à se raser soi-même), che illustra come utilizzare la sua invenzione per radersi da sé.
Fin dalla Grecia Classica, l'arte scultorea usa rappresentare il corpo femminile nudo completamente glabro (tuttavia i genitali femminili non vengono praticamente mai rappresentati nella loro evidenza). Nei dipinti di nudi, dal Rinascimento in poi, è ancor più evidente come i corpi femminili vengano sempre rappresentati glabri, dalle ciglia in giù: ne sono esempi lampanti la Nascita di Venere di Botticelli (1485), le Tre Grazie di Raffaello (1503), la Venere dormiente di Giorgione (1507-1510) o la Venere di Urbino di Tiziano (1537), che hanno tutte ascelle e pube completamente glabri, e così neppure in seguito le raffigurazioni di corpi nudi nel Barocco. Così almeno fino al 1866, quando Gustave Courbet, nella sua Origine del mondo, raffigura il sesso femminile peloso e perfettamente rappresentato in tutta la sua evidenza senza alcuna censura. Ciò potrebbe aver in qualche modo influenzato il gusto maschile, facendolo protendere per un pube liscio, anziché villoso. È celebre, in tal proposito, l'episodio aneddotico che riguarda la prima notte di nozze, avvenuta nel 1848, dello scrittore e pittore britannico John Ruskin con la moglie Effie Gray, che non venne consumata e che fu alla base del loro divorzio. I pettegolezzi dell'epoca sostenevano che, tra le altre possibili interpretazioni della giustificazione addotta da Ruskin, vi fosse quella che la moglie fosse particolarmente irsuta nelle parti intime, contrariamente a quanto egli si aspettava, anche ispirato, da critico d'arte qual era, dalle raffigurazioni del corpo femminile nell'arte: «Potrà sembrare strano che io abbia potuto astenermi da una donna che per la maggior parte delle persone appariva così attraente, ma se il suo viso era bello, la sua persona non è stata fatta per eccitare la passione. Al contrario, vi erano alcuni dettagli nella sua persona che l’hanno completamente impedita.».

#### Età Contemporanea
Secondo una ricerca la depilazione inguinale nel mondo occidentale è comunque stata molto poco comune fino al XX secolo. Determinante, nella diffusione della pratica, è stato il messaggio pubblicatario da parte dell'azienda produttrice di rasoi Gillette, che ha lanciato il messaggio che i peli del corpo delle donne erano da considerarsi "sgradevoli" e "antiestetici". Dopo aver brevettato il primo rasoio di sicurezza per uomo nel 1903, nel 1915 proprio la Gillette, infatti, è la prima a commercializzare un rasoio dedicato esplicitamente alla cura del corpo femminile, studiato espressamente per peli di gambe e ascelle. Nella diffusione della pratica della depilazione, si deve molto inoltre alla diffusione dei costumi da bagno e di altre mode, che hanno favorito la scelta delle donne di rimuovere anche i peli pubici.
All'inizio del secolo in Occidente era tuttavia molto diffusa l'idea errata che rasare i peli potesse farli ricrescere rapidamente più folti e duri, per cui per la depilazione del corpo femminile è preferita di gran lunga la ceretta, effettuata utilizzando ingredienti di vario tipo, dal caramello alla cera d'api, impiegate in particolare sui peli delle gambe.

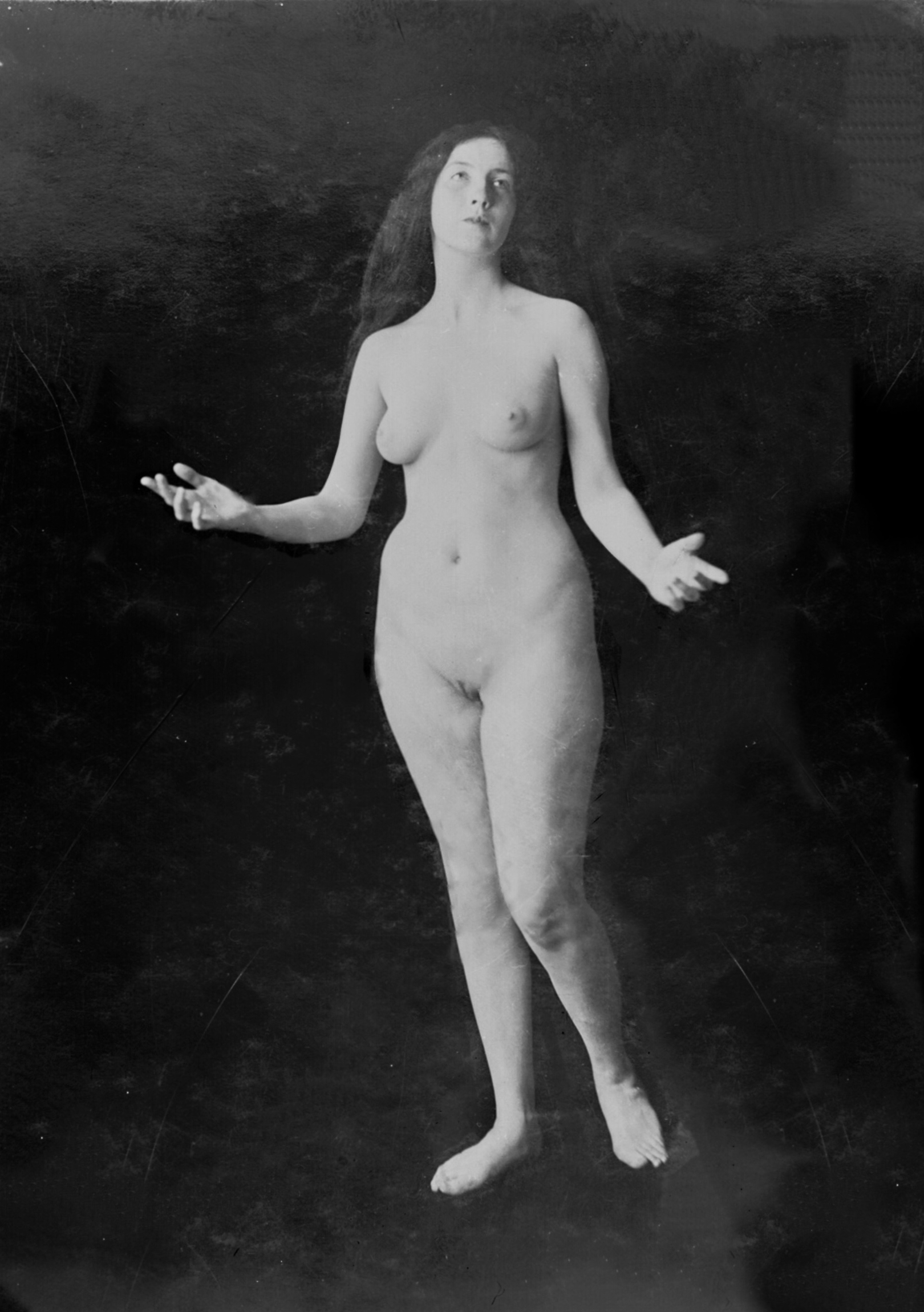
La modella Audrey Munson, ritratta nel 1910, era solita depilarsi completamente

La diffusione della totale rimozione dei peli del corpo, ivi compresa l'area intima, tra le modelle viene ad affermarsi durante questo secolo. Lo testimoniano i lavori di numerosi fotografi le cui modelle erano preferibilmente, integralmente, depilate. Numerose fotografie databili fin dagli inizi del XX secolo, dimostrano come, soprattutto presso le modelle, fosse talvolta in uso l'abitudine di depilarsi completamente anche le parti intime. Tra queste testimonianze vi è certamente la modella statunitense Audrey Munson, considerata la prima supermodel della storia, che è stata ritratta in fotografia e in alcuni dipinti, completamente depilata.
Il fotografo statunitense Albert Arthur Allen aveva ad esempio una netta preferenza per modelle integralmente depilate e i suoi lavori fotografici (alcuni dei quali conservati in musei come il Metropolitan Museum of Art di New York) e cinematografici (il cortometraggio erotico Forbidden Daughters del 1927), sono a testimonianza che la depilazione integrale del corpo cominciava a prendere piede tra le modelle di quegli anni.
Anche i peli delle sopracciglia, durante questo secolo, sono oggetto di depilazione a fasi alterne. Marlene Dietrich ad esempio detestava le proprie sopracciglia, che rasava completamente per ridisegnarle con la matita, venendo in seguito copiata da Lana Turner e altre donne celebri o dell'epoca. Rita Hayworth invece si faceva rasare l'attaccatura dei capelli, così da avere la fronte più alta. La depilazione delle ascelle diviene via via una pratica comune durante il XX secolo.
Il fotografo britannico Harrison Marks, attivo soprattutto tra la fine degli anni cinquanta e i primi anni settanta del XX secolo, si specializza nel fotografare modelle conterranee completamente depilate che pubblica su riviste per soli uomini. I suoi nudi particolarmente espliciti, ma non pornografici, illustrano quasi senza eccezioni modelle con il corpo completamente depilato. Tra queste le più celebri divengono Pamela Green, June Palmer e Margaret Nolan (quest'ultima è la ragazza che appare nei titoli di testa del film Agente 007 - Missione Goldfinger, del 1964), protagoniste anche di alcuni cortometraggi di genere nudie dirette dallo stesso Marks, in cui la trama, talvolta anche con connotati fantastici o fantascientifici, si svolge con la presenza di attrici integralmente o quasi integralmente nude. Con la prima Marks ha una relazione che termina nel 1961, mentre con la seconda ha una lunga relazione durante gli anni sessanta.
Negli ultimi decenni la depilazione inguinale è divenuta diffusissima, tanto in Europa quanto negli Stati Uniti ed è frequentissimo che le donne più giovani usino depilarsi completamente o radersi parzialmente il pelo del pube lasciandolo corto, quando non depilato in parte per creare varie forme. C'è chi sostiene che la moda abbia avuto inizio nell'ambito del circuito pornografico newyorkese, quando gli operatori del cinema a luci rosse abbiano cominciato a chiedere alle attrici la depilazione totale, o quasi, dell'area genitale per poter ottenere inquadrature più dettagliate senza l'ingombro dei peli. In seguito gli uomini, influenzati dai film pornografici, avrebbero cominciato a chiedere alle compagne di fare altrettanto e la moda avrebbe così cominciato a prendere piede anche nel mainstream, diffondendosi anche per motivi narcisistici ed erotici, dato che le donne hanno cominciato a considerare esteticamente più bella l'area genitale se priva di peli.

## Motivazioni
C'è chi sostiene che uno dei primi motivi della depilazione del corpo, servisse a prevenirne il congelamento dei peli stessi, causa di dolorosi geloni, durante l'inverno. Era comunque certamente anche una pratica igienica, utilizzata per difendersi dai parassiti che si insediavano sulla superficie corporea nelle zone particolarmente pelose, come pidocchi dei capelli, del corpo o del pube. In seguito la depilazione è entrata a far parte dei canoni estetici di molte culture.
Nel mondo occidentale, almeno fino al più recente passato, la depilazione è stata da sempre culturalmente riservata alle donne, mentre gli uomini erano soliti lasciare tutti i peli del corpo a eccezione della barba. Ciò viene ritenuto da alcuni etologi come un desiderio di accentuare il dimorfismo sessuale, allontanando esteticamente i due sessi tra loro e rendendo perciò la donna depilata maggiormente desiderabile.
In ambito religioso la depilazione ha uno scopo di "purificazione" e avvicinamento agli enti spirituali o per rispetto nei loro confronti o per manifestare la propria "rinuncia" al mondo e la propria modestia. Nella religione dell'antico Egitto i sacerdoti erano usi depilarsi integralmente e radersi i capelli come segno di rispetto nei confronti delle divinità. I monaci buddisti sono anche loro usi radersi completamente a zero i capelli. Lo sono anche le sette odierne di derivazione buddhista o induista, come ad esempio gli Hare Krishna. In ambito cristiano la tonsura dei capelli dei religiosi, anche detta chierica, viene effettuata in particolare sui monaci, in segno di umiltà, fin dal VI secolo. In ambito islamico la depilazione del pube e delle ascelle è considerata una pratica igienica prescritta dalla Fitra e ampiamente praticata come precetto religioso.
In ambito medico, la tricotomia preoperatoria fa parte della preparazione preoperatoria del paziente, ed è considerato uno dei fattori più rilevanti nel controllo delle cosiddette infezioni del sito chirurgico. Ciò avviene sia nel caso di interventi chirurgici che prima del parto (nel qual caso si tratta di depilazione inguinale). Normalmente tale procedimento avviene tramite rasatura, con l'utilizzo di rasoi di sicurezza monouso.
La depilazione del corpo è molto diffusa in ambito sportivo. Gli sportivi si depilano poiché in particolare braccia e gambe sono soggette a frequenti lesioni e abrasioni, come può avvenire ad esempio per ciclisti e calciatori, così facendo le eventuali ferite rimangono più pulite e sono a minor rischio di infezione. Un altro beneficio di tale pratica è la facilitazione di assorbimento delle creme, che, soprattutto in caso di contusione, gli sportivi hanno necessità di applicare frequentemente, agevolando inoltre anche la qualità dei massaggi praticati dai fisioterapisti. Un altro vantaggio della depilazione nello sport, è rappresentato dalla maggiore adesione data dai particolari tessuti tecnici ad alte prestazioni utilizzati dagli sportivi, progettati per aderire al corpo. Il corpo depilato, inoltre, favorisce una maggiore aerodinamica e idrodinamica, in particolare per i nuotatori, riducendo l'attrito con aria e acqua e favorendo così migliori prestazioni agonistiche.
La depilazione è inoltre connessa alle altre pratiche di modificazioni corporee come tatuaggio, piercing, branding, ecc. Prima di praticare un tatuaggio, la pelle viene sempre prima depilata, non solo per limitare la possibilità di infezioni, ma anche per permettere al tatuatore di lavorare più liberamente. I peli rappresenterebbero un ostacolo al corretto disegno del tatuaggio. In seguito persone che hanno praticato estesi tatuaggi, spesso si mantengono depilate per meglio poter esibire le opere permanentemente disegnate sul proprio corpo, altrimenti parzialmente nascoste dalla peluria, specie nelle parti del corpo dove è maggiormente folta. Altresì vi è anche una forte connessione tra piercing genitali e depilazione intima, ciò con chiare connotazioni erotiche.

## Metodi di depilazione
Sono numerosi i metodi di depilazione comunemente utilizzati per rimuovere in tutto o in parte i peli del corpo.

### Ceretta a caldo
La ceretta a caldo è un metodo di depilazione che avviene incorporando il pelo all'interno del composto utilizzato che, solidificandosi, lo asporta a strappo. Il nome ceretta viene attribuito alla pratica di epilazione a strappo che sfrutta l'adesività di diverse sostanze: cere, colofonia, zuccheri.
La ceretta a caldo nelle sue varie fasi:

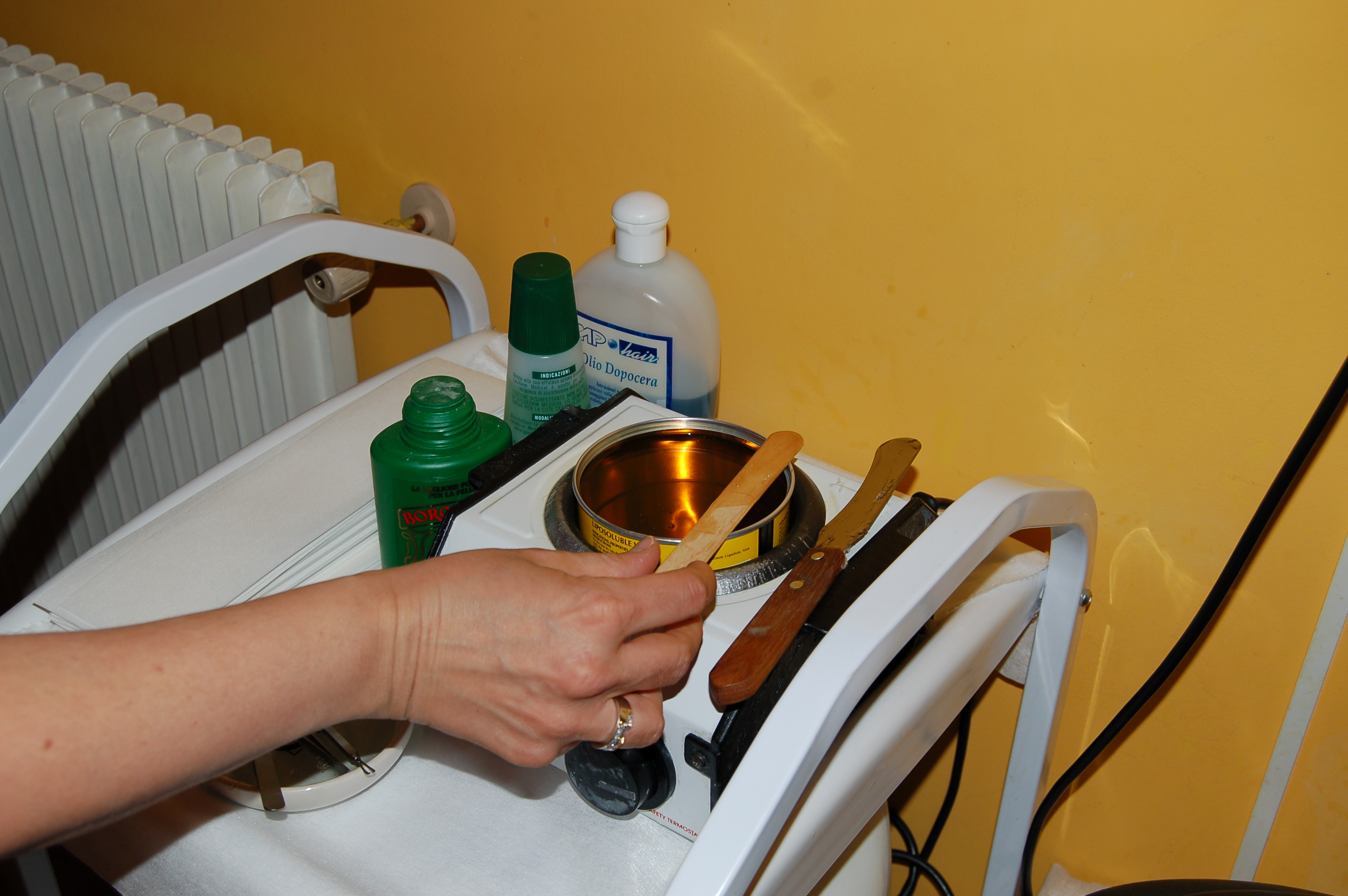
il riscaldamento della ceretta
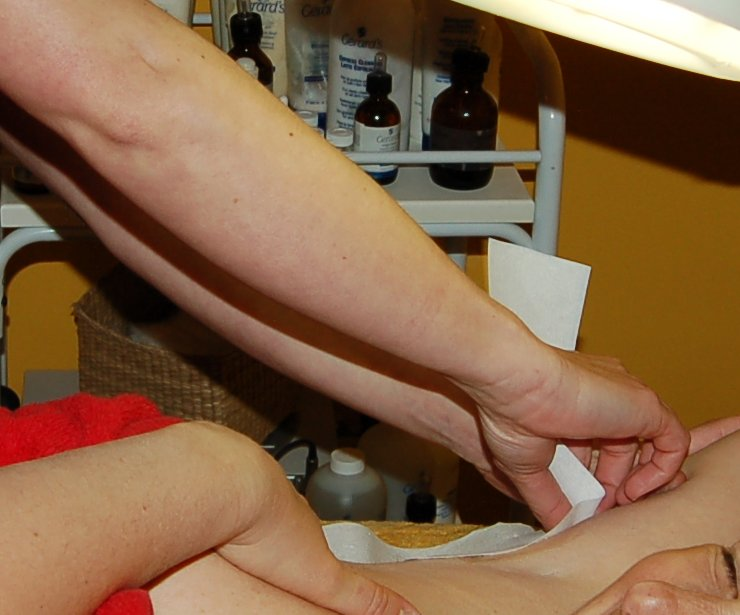
l'applicazione all'ascella e lo strappo
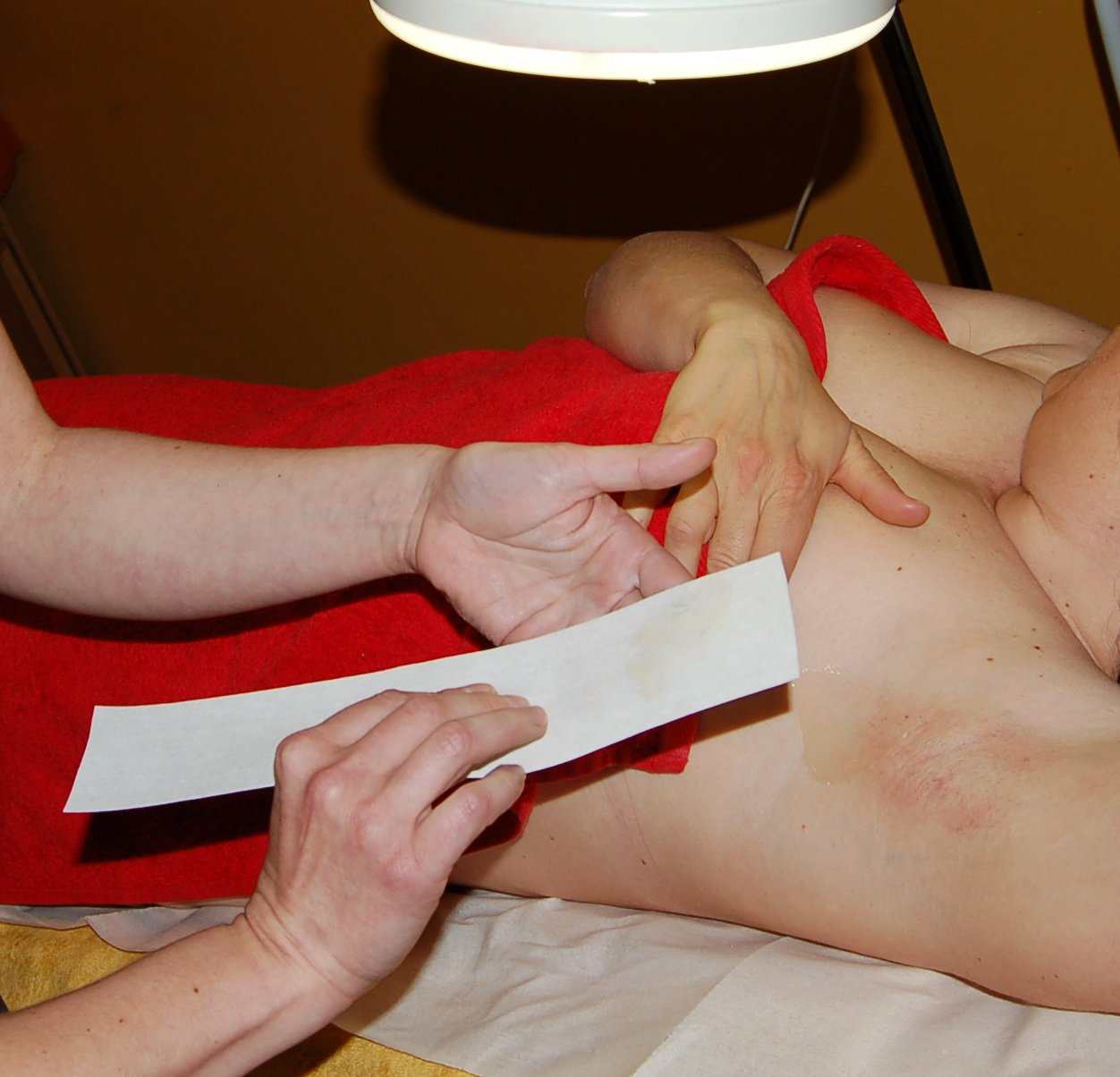
il risultato

### Ceretta araba
La ceretta araba, conosciuta anche con molti altri nomi, tra i quali ceretta orientale, ceretta persiana e ceretta al caramello, è una tecnica di depilazione utilizzata fin dall'Antico Egitto, preparata a partire da un composto contenente miele. In seguito, in tempi più recenti, gli ingredienti utilizzati sono diventati lo zucchero e il limone. Alcune fonti sosterrebbero che sia la forma più antica di ceretta mai utilizzata, risalendo al 1900 a.C., e che veniva usata anche dalla regina Cleopatra.
Dall’Egitto, tale tecnica si sarebbe poi diffusa in Grecia, dove veniva utilizzata soprattutto dagli uomini che praticavano sport, in abbinamento a unguenti che ritardavano la crescita del pelo, e successivamente nell'Impero Romano, dove venne modificata arricchendola con oli e resina.

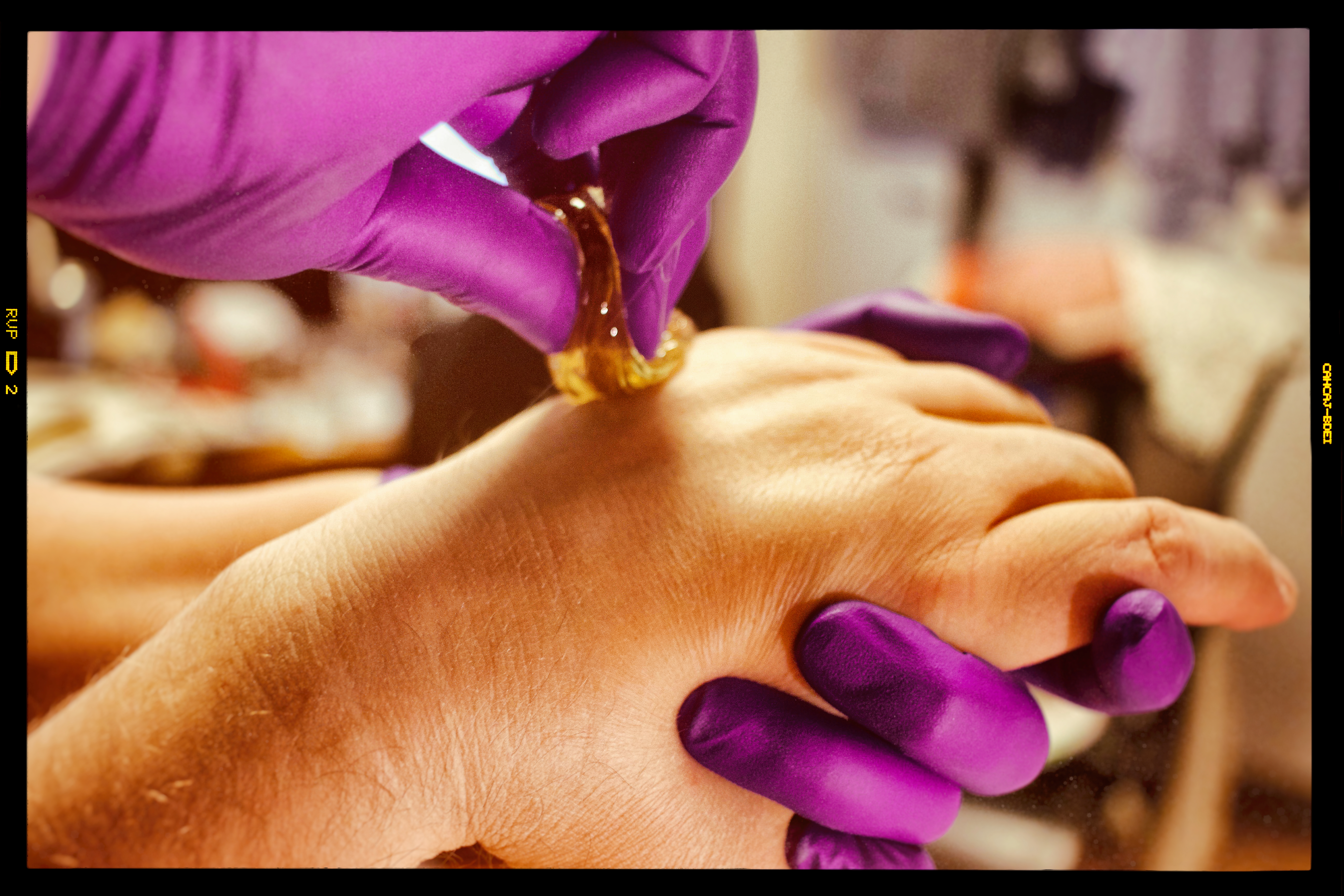
Ceretta araba su una mano

### Creme depilatorie
Le creme depilatorie sono composti chimici ovvero prodotti cosmetici in grado di interrompere i legami disolfuri della cheratina, basati normalmente sull'acido tioglicolico e suoi sali.

### Diatermocoagulazione
La diatermocoagulazione o epilazione ad ago è un metodo di depilazione permanente che avviene a mezzo di un ago o radiofrequenza.

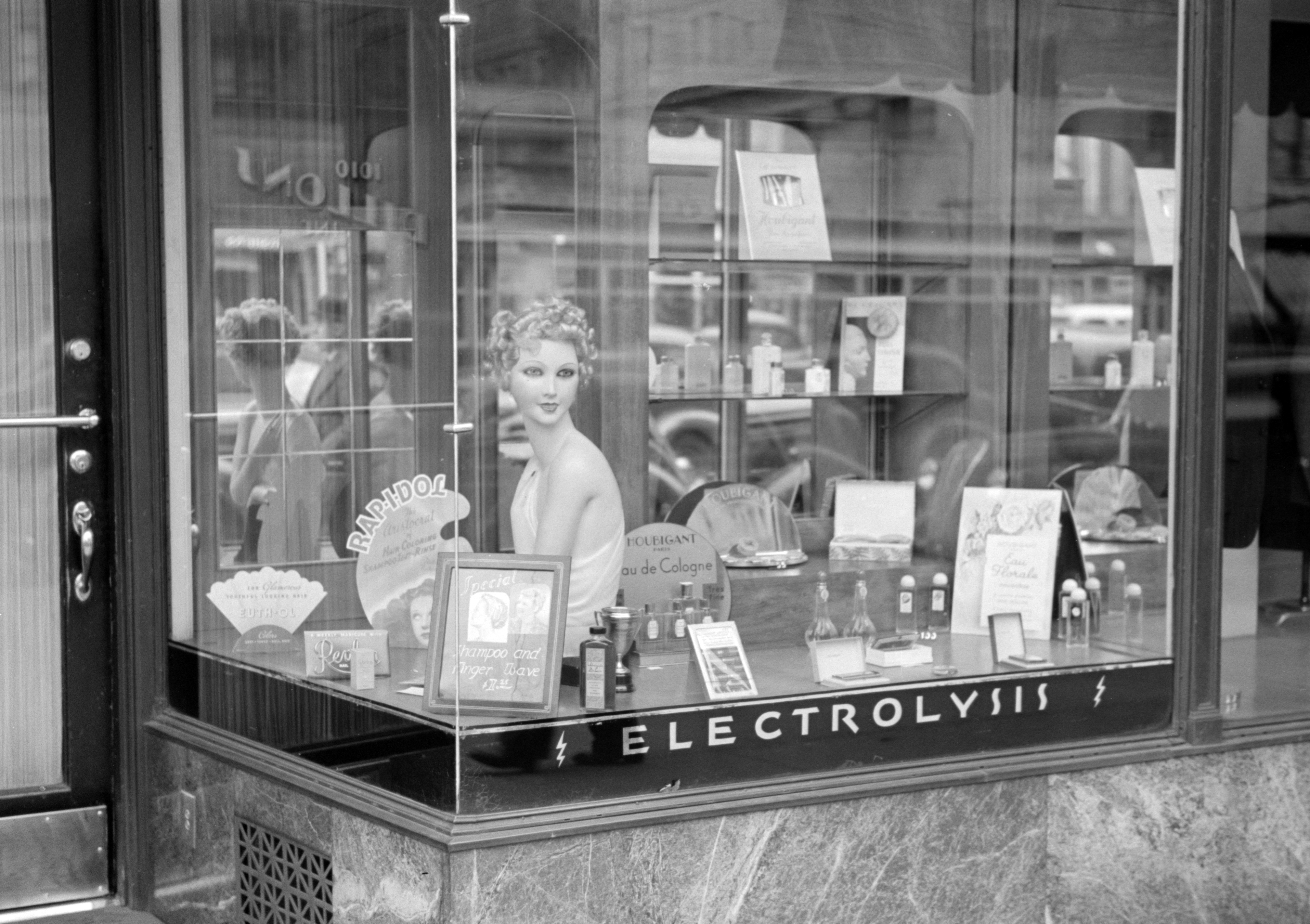
Negozio statunitense che offre la depilazione tramite electrolysis nel 1938

### Epilazione manuale
L'epilazione manuale avviene tramite l'uso di pinzette costruite in vari materiali o del filo o di altri strumenti, utilizzati per afferrare e strappare i peli. In uso fin dalla preistoria, quando venivano usati ad esempio i gusci di molluschi marini, è uno dei metodi più antichi.

### Epilazione meccanica
L'epilazione meccanica avviene facendo scorrere sulla pelle una macchinetta (epilatore) che afferra e strappa con rapidità il pelo, rompendolo o estraendolo fino alla radice.

### Fotoepilazione
La fotoepilazione, che comprende l'epilazione laser e la epilazione con luce pulsata, è una forma di depilazione che avviene esponendo i peli alla luce pulsata o al laser e può portare ad una riduzione permanente o semi permanente dei peli, o comunque a una ricrescita molto lenta e solo parziale.
La tecnica viene introdotta negli anni novanta, in seguito al lavoro di un gruppo di ricercatori del Massachusetts General Hospital che per primo, nel 1996, illustra la potenziale efficacia della fotoepilazione tramite impulsi luminosi generati da un laser a rubino.

### Rasatura
La rasatura è uno dei metodi di depilazione maggiormente comuni, che si attua tagliando i peli con un rasoio o qualsiasi altro strumento affilato, facendolo scorrere a livello della pelle. La rasatura è più comunemente praticata per rimuovere i peli del viso, delle ascelle e del pube, ma può essere usata anche per rimuovere peli di braccia, gambe e anche per rasare i capelli a zero.
Gli strumenti per effettuare tale operazione sono detti rasoi. Nel 1700 viene sviluppato il rasoio a mano libera, agli inizi del 1900 il rasoio di sicurezza a lamette sostituibili, usa e getta. L'operazione viene spesso agevolata dall'applicazione preventiva di sapone, schiuma o crema da barba, con l'apposito pennello, così da favorire lo scorrimento della lama sulla pelle ed evitare irritazioni che possono conseguire da una rasatura "a secco". Prima dell'introduzione del sapone da barba l'operazione veniva agevolata dall'uso di creme o oli, così da eliminare l'attrito del rasoio.

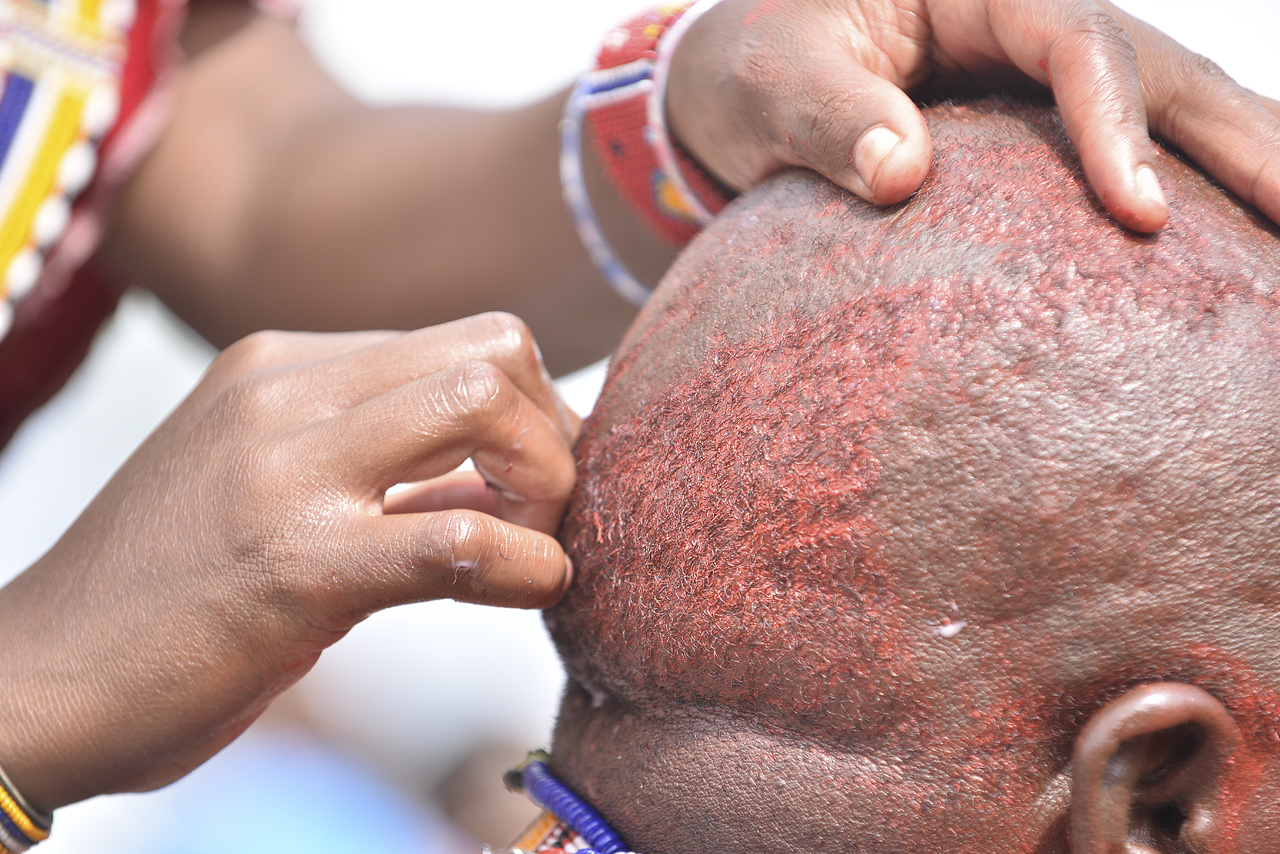
Rasatura dei capelli
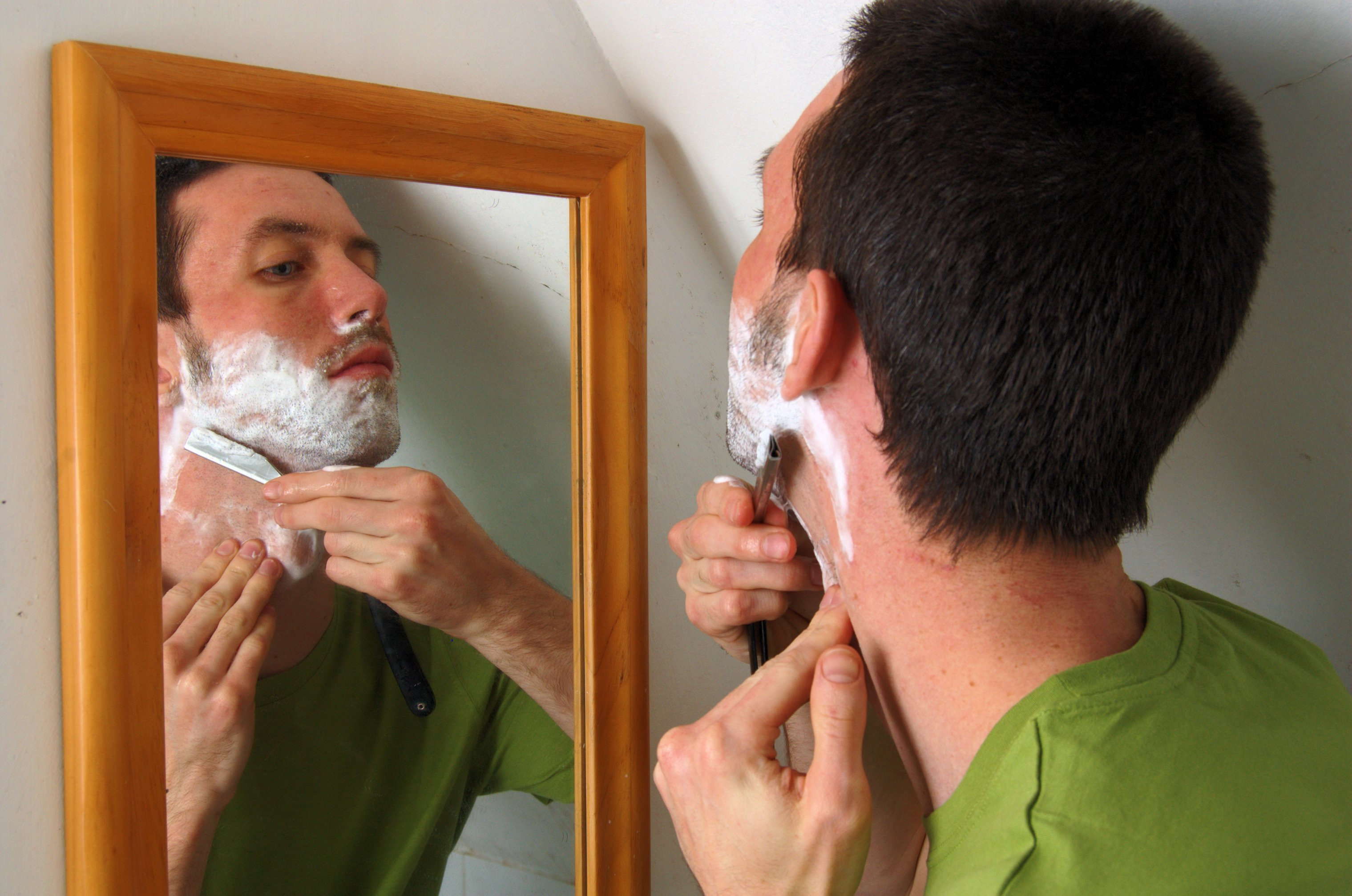
Rasatura del viso tramite rasoio a mano libera
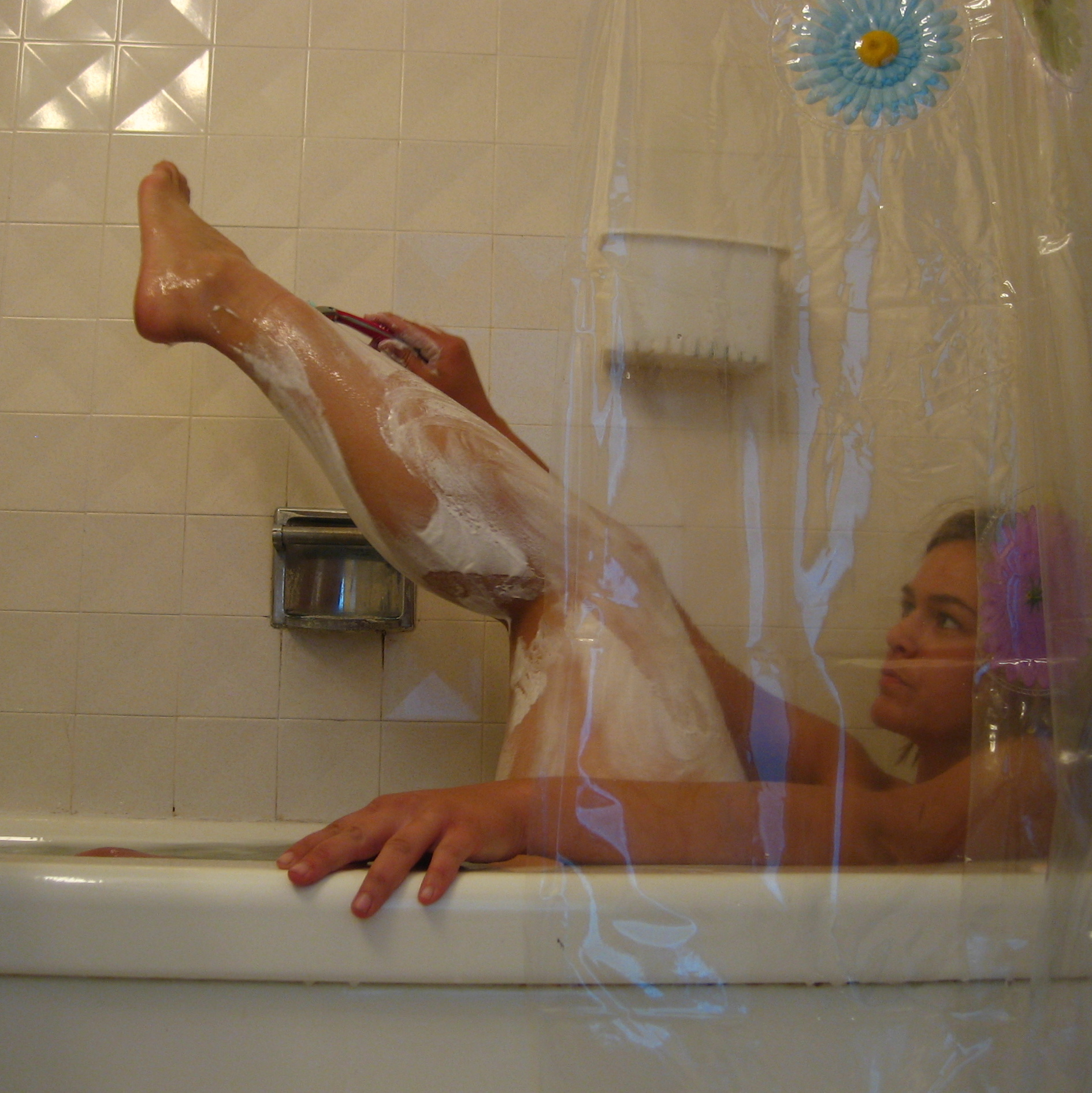
Depilazione delle gambe tramite rasatura
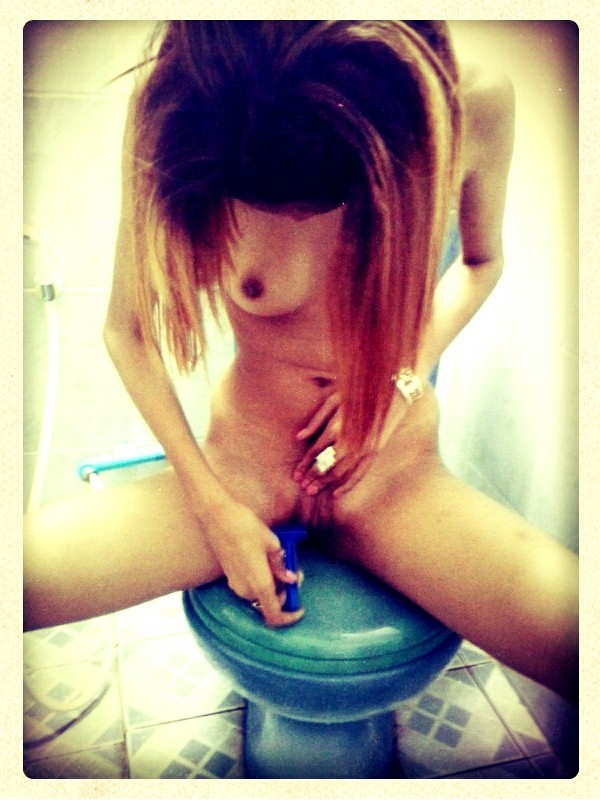
Depilazione delle parti intime con rasoio di sicurezza

### Rasatura elettrica
La rasatura elettrica avviene tramite l'utilizzo di un rasoio elettrico o di un trimmer elettrico, che tagliano i peli attraverso lame azionate meccanicamente da un motore elettrico.

## Studi e statistiche

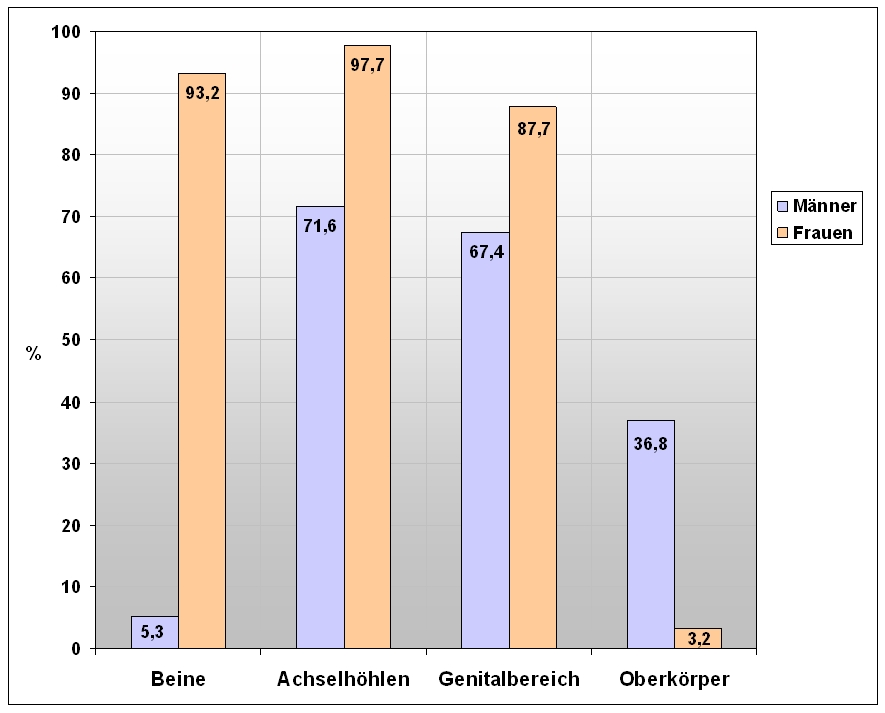
Le zone del corpo più comunemente depilate sulla base di un sondaggio del 2008 tra gli studenti tedeschi: gambe (Beine), ascelle (Achselhöhlen), zona genitale (Genitalbereich), torace (Oberkörper).

Nel 2012 il Sex Information and Education Council of Canada (SIECCAN) ha fornito uno studio sulla pratica della depilazione del pube tra le donne canadesi. Uno studio del 2008 ha rivelato che il 61% delle donne australiane universitarie rimuove in parte o totalmente i peli pubici. Il 20% sostiene di rimuoverne una parte, il 44% di rimuoverne la maggior parte e il 36% di rimuoverli completamente. Similmente uno studio online del 2010 riporta l'abitudine del 20% delle donne statunitensi di depilare completamente il proprio pube.
Una ricerca del 2018, commissionata da due dei maggiori marchi del settore, Braun e Gillette Venus, evidenzia che l'80% delle donne dichiara di preferire il rasoio per la depilazione del corpo; il 40% afferma di preferire l'epilatore; il 39% la ceretta; il 29% la crema depilatoria. Mentre le braccia, nel sesso femminile, non vengono normalmente mai depilate. Tuttavia va evidenziato che non sempre viene usato lo stesso metodo per depilare tutte le zone del corpo, dal momento che vengono usati almeno due diversi metodi: il rasoio è destinato principalmente per gambe (64%), ascelle (71%) e parti intime (65%); l'epilatore viene usato nel 25% dei casi e così la ceretta; la crema depilatoria viane usata principalmente per le parti intime (15%) e le ascelle (12%). Per l'inguine, oltre al rasoio, viene usata anche la ceretta (19%), la crema depilatoria (15%) e l'epilatore (13%).
Lo stesso studio, indagando sulle motivazioni che spingono le donne a depilarsi, rivela che il 52% dichiara di depilarsi perché lo percepisce come un obbligo, il 20% di queste afferma che lo percepisce come un obbligo sociale. Il 48% afferma di depilarsi per sé stesse, infatti l'84% del campione dichiara che si depilerebbe ugualmente anche se non subisse alcuna pressione dagli altri o dalla società. Tra le motivazioni sociali, la maggiore è dovuta al partner (30%), seguito dagli amici (28%), dalla famiglia (25%), dai social media (14%) e infine dalle celebrità (5%), che non hanno che un'influenza minima sulla scelta femminile nel depilarsi. Tale studio rivela anche che le donne francesi sono più condizionate di altre nel scegliere di depilarsi dall'opinione del proprio partner, mentre il 32% delle francesi e il 31% delle statunitensi, dichiara di essere influenzate soprattutto dalla società, al contrario il 74% delle russe afferma di depilarsi per sé stessa. Il 49% delle donne, dichiara inoltre di aspettarsi che anche il proprio partner si depili.
Altri studi recenti (2019) riferiscono che negli Stati Uniti il 30% delle donne usa depilarsi completamente l'inguine, il 60% si limita a rimuovere la "zona bikini", mentre è solo il 10% a lasciare tutto "naturale". Nel Regno Unito, un sondaggio del Daily Mail rivela che il 51% delle donne britanniche non depila le parti intime e che il 46% degli uomini apprezza ciò, lo studio rivela inoltre che in Europa è solo il 10% delle donne a depilare completamente l'area genitale, il 15% la sola "zona bikini" e il 75% lascia i peli, sono in particolare le donne francesi e spagnole quelle meno inclini alla depilazione del pube.